# Франциско Суарес
Франциско Суа́рес, (ісп. Francisco Suárez; *1548, Гранада — 1617, Лісабон) — іспанський філософ та теолог, представник пізньої, т. зв. барокової схоластики, «Doctor eximius» («видатний вчитель»), член ордену єзуїтів, що є головним за значимістю теологом цього ордену. Своїми поглядами тісно пов'язаний з католицькою контрреформацією. Вчився в університеті Саламанки, протягом життя викладав у Сеговії, Авілі, Вальядоліді, Римі, Алькалі, Саламанці та Коїмбрі. Останнє повне видання його творів у Парижі нараховувало 28 томів.
Головним його твором є «Disputationes metaphysicae» (повна назва — «Metaphysicarum Disputationum, in quibus universa naturalis theologia ordinate traditur, et quæstiones ad omnes duodecim Aristotelis libros pertinentes accurate disputantur»)(«Метафізичні диспути, в яких впорядковано подано всю природну теологію, а також ретельно обговорено питання щодо всіх дванадцяти книг Арістотеля») (Саламанка, 1597). Це фактично перший підручник з метафізики, де проблеми розподілені за темами і представлено огляд позицій різних філософів, що висловлювалися з цих питань. Він написаний за такою схемою: том 1-й: вступ; предмет метафізики (міркування 1); поняття сущого (2); загальні властивості сущого (3-11); вчення про причинність (12-27); том 2-й: нескінченне суще (29-30); скінченне суще і поділ сущого (31); субстанція і привхідне конечне суще (32); нематеріальна і матеріальна субстанції (34-34); теорія випадкового сущого (37,); різні категорії та акциденції (37-53); entia rationis (те, що існує винятково в свідомості людини, а саме заперечення і неймовірні предмети, на кшталт кентаврів) (54). Завдання цього твору Суарес бачив у позитивних та об'єктивних відповідях на всі питання, що виникали.
Ця праця включає всі метафізичні питання крім психології, що була викладена ним у «Tractatus De anima» (опублікований посмертно в 1621).
Іншим цікавим його твором, що присвячений етиці, є «De Virtute et Statu Religionis» (1608–1609). Суарес розумів, що контрреформація має полягати не тільки в посиленні засобів боротьби з протестантами, а в зміцненні моральності серед католиків. Серед інших його етичних робіт — «De vera intelligentia» «Auxilli Efficaicis» (видані в 1655 посмертно), де він говорить про те, що Бог дав людині право досягати чеснот в гармонії з його волею.
Серед інших його філософських творів — «De Legibus ac Deo legislatore in X libros distributus» (1612), що містить вчення про міжнародне і природне право, а отже розвиває томістичну правову та політичну теорію.
Були серед його праць і твори спрямовані на вирішення практичних питань політики Святого Престолу, а саме «Defensio fidei catholicae et apostolicae advertus Anglicanae sectae errors, cum responsione ad apologiam pro iure fidelitatis et pra fationem monitoriam Serenissimi Jacobi Anglae Regis» (1613) («Захист католицької віри проти єретичного вчення сектантів-англікан…»), де він виступає проти теорії Белларміно про неможливість влади Папи Римського над мирськими справами. Ця книга була спалена головою англіканської церкви і королем Англії Джеймсом І біля собору Св. Павла.

Prima pars Summae theologiae de Deo vno et trino

Можна також згадати його роботи «De Deo uno et trino» (1606) та «De opere sex dierum» (1621). До богословських його праць також відносяться праці: «Про благодать», «Про Ангелів», «Про антихриста» та «Коментарі до 3-ї частини суми теології Св. Томи Аквінського».
Одна з останніх його робіт, «De bello et de indis» виражає протест проти колонізації індіанців на основі його теорії природного права та рівності усіх людей перед Богом.

## Впливи

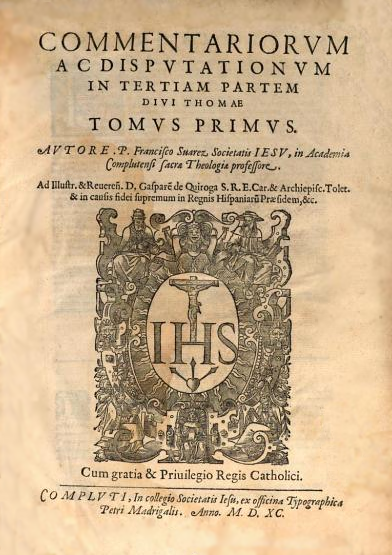
Commentariorum ac disputationum in tertiam partem divi Thomae (1590).

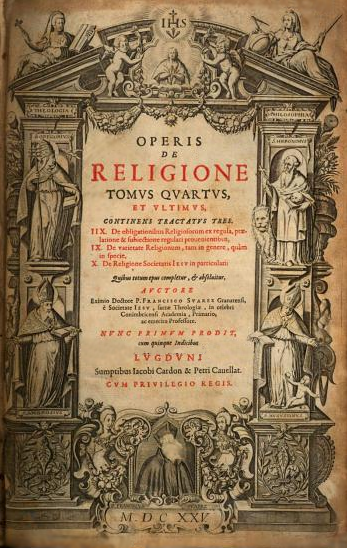
Operis de religione (1625).

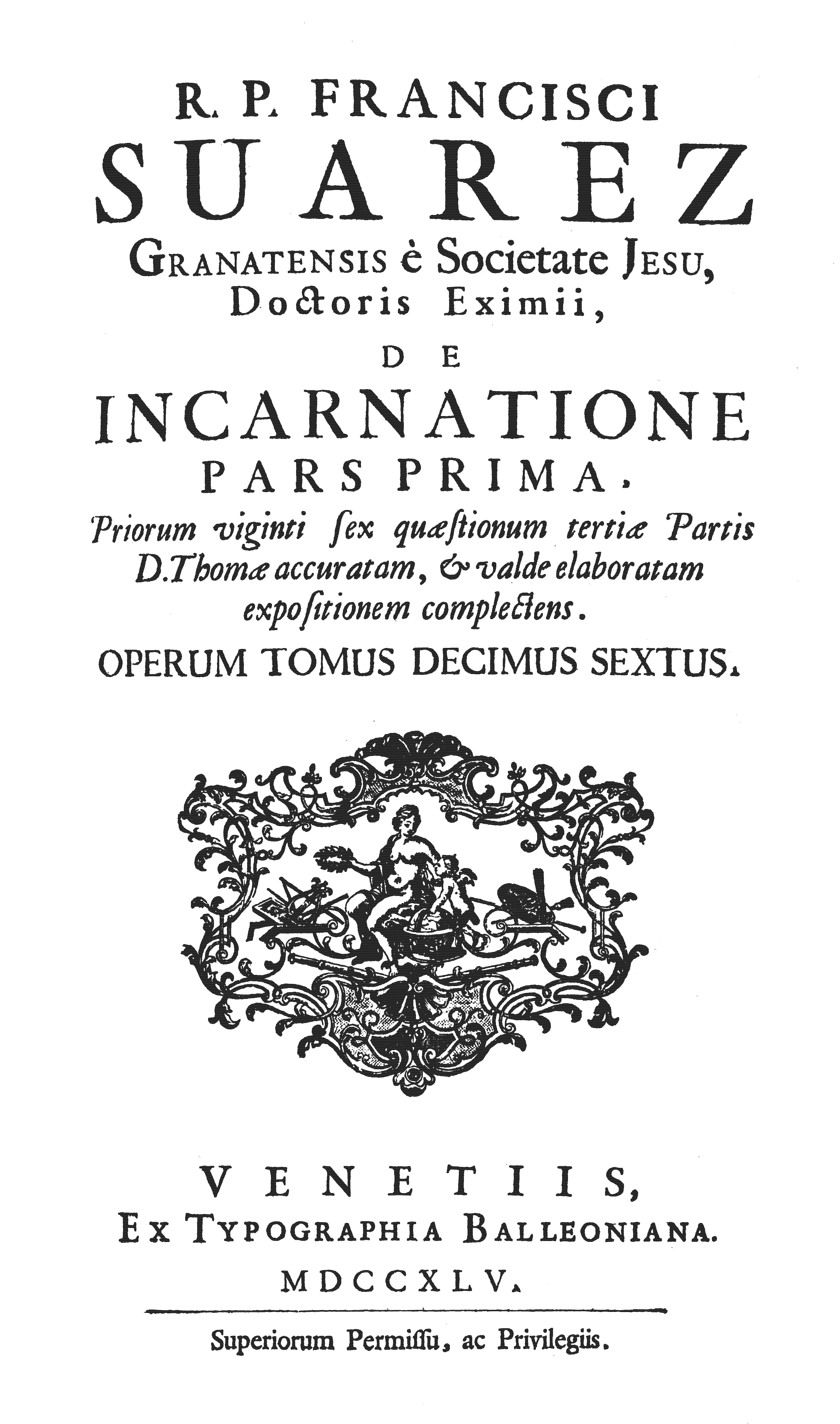
De incarnatione, pars prima (1745).

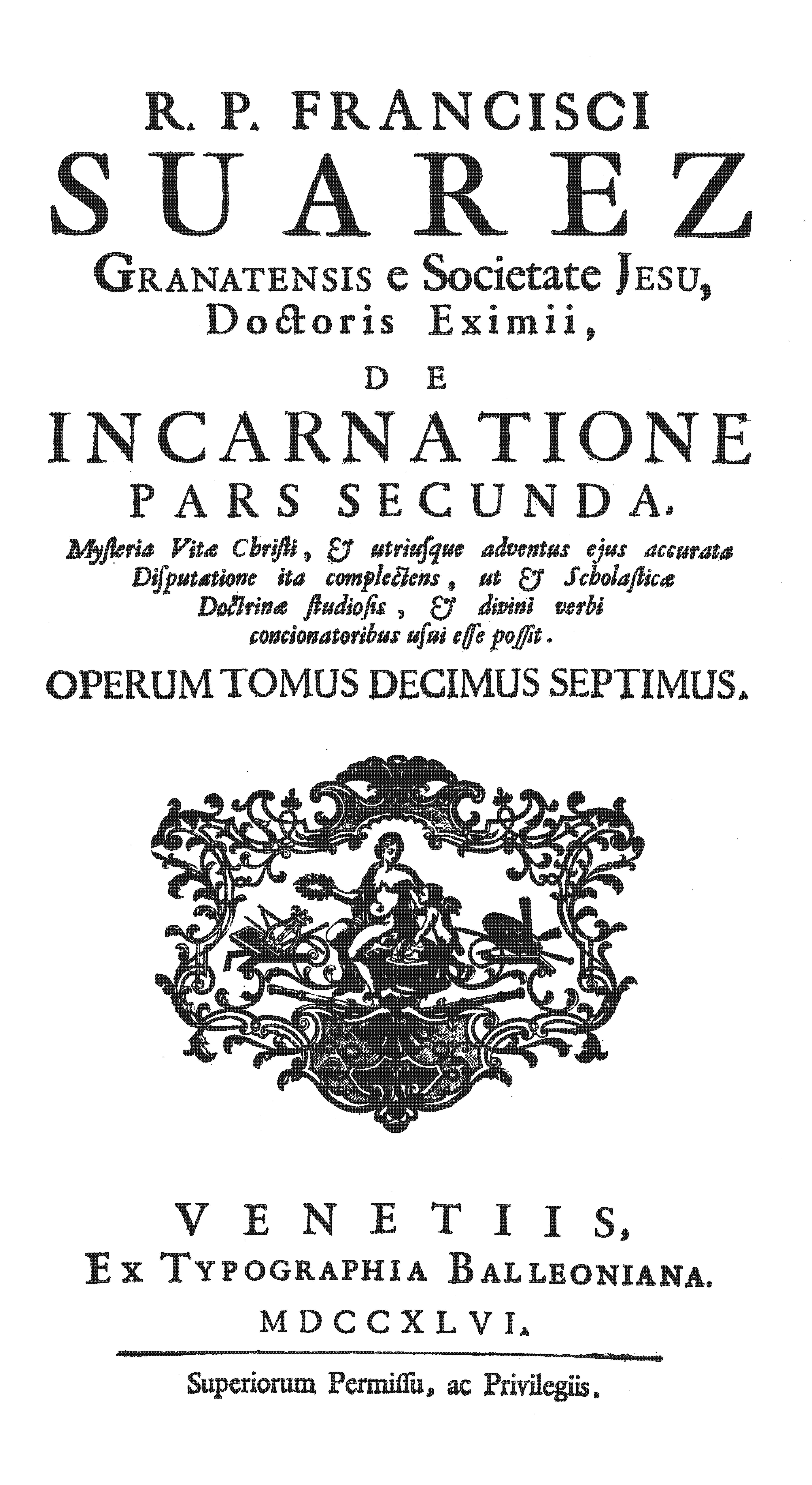
De incarnatione, pars secunda (1746).

Особливість робіт Суареса полягає в глибокому знанні вчень як отців Церкви, так і єретиків. Суарес втілює в собі усі здобутки схоластичної філософії. Перш за все він переглядає філософію Томи Аквінського і в багатьох випадках є його послідовником, зокрема в питанні збігу сутності і буття у Бога. А також він підтримував онтологічний доказ, особливо в тій частині де йдеться про останню причину існування речей — Бога. Однак він заперечував можливість потенціальної дії, а отже важливу частину доказів буття Божого у Томи Аквінського, на користь логіцизму Аверроеса. Зокрема з тих 24 тез, які згодом було визнано найсуттєвішими для томізму, Суарес підтримував лише 5, а саме ті, що стосувались психології.
Щодо Арістотеля, то Суарес підтримує його епістемологію, і теж вважає пізнання можливим лише через одиничні речі. В галузі теорії права, він також спирається на Арістотеля, визнаючи, що спільнота людей передує державі, однак як і Платон він намагається розробити модель держави. Франсіско категорично відкидає їхню позицію, щодо рабства як природний стан людей. Однак тут серйозний вплив на нього справили ренесансі гуманісти, зокрема Марсіліо Фічіно та Лоренцо Валли, і він у свою систему ввів елементи містики, зокрема певну тілесність.
Певним чином роботи Суареса перегукуються в своїй орієнтованості на Бога як основну реальність, через умоглядні поняття з працями Августина.
Досить важко піддається ідентифікації одна з головних позицій Суареса, а саме в питанні про універсалії. Витоки його знаходять в таких протилежних позиціях як реалізм Дунса Скота і крайній номіналізм Вільяма Оккама. Загальні поняття існують винятково в розумі, але не є такими, що створені людською уявою, тобто мають певні епістемологічні основи. Як і Оккам він вважає індивідуальні речі індивідуальними самими по собі.
В питанні детермінованості людської волі Суарес частково опирається на свого попередника і колеги по ордену Моліну. Ідею передвизначення він так само видозмінює до передбачення наслідків людських вчинків, що у Суареса має форму передзнання, яке однак не заперечує свободу людської волі.
Разом з тим, він висуває оригінальні світоглядні ідеї, що базуються на старих вченнях. Так ідею рівності усіх людей перед Богом, що є доктриною християнської церкви, він перетворює на ідею їх політичної рівності перед владою держави.

## Значущі філософські ідеї

### Метафізика
У межах своєї метафізики Суарес, аналізуючи поняття сущого, вказує, що про суще можна говорити як про формальне, або ж як про об'єктивне поняття. Формальним поняттям (conceptus formalis) Суарес називає акт чи слово, через яке розум здатен схоплювати річ або загальний смисл, у той час як об'єктивне поняття (conceptus obiectivus) позначає саму річ чи смисл, які ми пізнаємо [Див.: DM II, 1, 1, а також DM II, 2, 3 та ін.]. Приміром, на рівні формального поняття людина мислить сліпоту як таке явище, що існує, а отже, позитивно. В той же час на рівні об'єктивного поняття сліпота не наділена дійсним існуванням і є лише позбавленістю зору.
Суарес поділяє суще на нескінченне (божественне) і скінченне, створене і не створене. Нескінченне суще поділяється на наявне суще, сутність і властивості. Скінченне — на сутність і наявне суще, субстанції і акциденції. Увага також приділяється і категорії причинності, адже суще розглядається також як причина. Причини поділяються на загальні, особливі і індивідуальні, на матеріальні і формальні. Також йдеться про першопричину і кінцеву, останню причину.
Поряд з усім цим суще розглядається окремо від усіх властивостей субстанції та акциденції, а також абстрактно від матерії. Поняття сущого саме по собі є унівокативним, але поняття сущого як сприймаємо його ми є еквівокативним тільки як концепт нашого розуму. Всяке суще було простим для Суареса, складним його робили наші міркування.
Важливою складовою поняття сущого у Франциско є його реальність. Реальним є те, що об'єктивно може існувати, а також те, що актуально існує в реальному світі. Реальна сутність — така сутність, яка не містить протиріч і є конструкцією розуму. Потенціальне суще для Франциско взагалі не було буттям. Все те, що не існує актуально — не існує взагалі. Таким чином Суарес не відрізняв акту від потенції, а отже відкидав цей доказ буття Бога у Томи Аквінського.

### Космологія
Вчення про Бога відірвано від вчення про буття, хоча й виходить з останнього. Це є типовою рисою новочасної філософії. Він виходить з позиції, що сутність і існування в Бозі збігаються. Оскільки всяке суще для Суареса є простим, тому окремішність Бога полягала в іншому: його самобутності та нескінченності. Не визнавав Суарес положення про те, що творча сила відділила Творця від творіння. Людські чесноти, які не включають в своє поняття жодної недосконалості, наприклад абсолютна мудрість, є формальними предикатами Бога. А категорії, які відносяться до людини, наприклад людська не безконечна мудрість, належать Богові лише modo eminenti.
Щодо обґрунтування буття Бога то Суарес критикує Аргументи Томи Аквінського і повертається до ідеї Аверроеса про те, що суще, яке є причиною самого себе має бути одне, видозмінюючи її відповідно до індивідуалізму. Оскільки індивідуальність є сутністю природи, вона не може мати основи в чужій сутності.
У світі нема жорсткої детермінації. Бог не керує нашими рішеннями, Він знає про них і відповідно до цього створює шляхи людини до Бога, певні умови за яких вона може досягти благодаті. Адже цілковита детермінація заперечує вільну самопожертву Христа. Божественна допомога, таким чином, не заперечує свободу людської волі, а узгоджується з нею.
Проблема світу в Суареса зрештою перетворюється на дуалізм духу та матерії, між якими не було зв'язку, адже індивідуальність лежала поза ними.

### Антропологія
Однією з найоригінальніших ідей Суареса, є теза про індивідуальність людини, як і кожної речі. Людина є індивідуальна «сама по собі», а не завдяки поєднанню якихось властивостей, які є для неї привхідними. Він ставить питання так: «Чим річ х відрізняється від інших речей виду х?», замість того, щоб питати: «Що спільного мають речі виду х?». Таким чином він стверджує примат індивідуального над загальним як відносно природи людини, так і відносно сущого взагалі.
Індивідуальна річ не є ні формою ні матерією, вона первинна по відношенню до них і тотожна «буттєвості». Не зважаючи на це, єдина композиція конкретної форми і матерії містить основу для індивідуації, причому первинною виступає форма, завдяки якій індивід як представник певного виду зберігає свою нумерологічну тотожність. Однак річ є індивідуальною від початку, а всі наші рефлексії над нею є вторинними. Єдність універсального — продукт думки, однак ці універсалії з'являються від пізнання і аналізу реальних речей. Адже існує певна схожість індивідуальних речей, якій не суперечить індивідуальне існування кожної речі. Кількість взагалі займає досить важливу позицію в філософії Суареса, як основа того, що різні речі займають різні місця в просторі і не проникають одне в одне, але просторове розташування частин тіла і його протяжність зумовлені природою цього тіла.
Взагалі, так званий номіналізм Суареса — дуже цікаве явище. Розглядаючи entia rationis він вказує на те, що логічно такі речі існувати не можуть. Однак оскільки він епістемологічний реаліст, то тут з'являються певні підстави утвердження об'єктових причин для їх існування.

### Епістемологія
Буття і сутність для Суареса розрізнені не логічно, а епістемологічно. Ми можемо мати знання тільки індивідуальних речей.
Різниця між сутністю і існуванням у Суареса (як і у Оккама) існує тільки в пізнанні, однак тільки якщо під існуванням розуміти актуальне існування, а під сутністю — актуально існуючу сутність, які насправді одна річ, але розрізняються в процесі пізнання, яке за основу має саму річ.
Позицію Суареса можна назвати епістемологічним і онтологічним сингуляризмом в основі якого лежав ренесансний містичний емпіризм, який у Суареса перетворювався на умоглядний емпіризм поєднаний з номіналізмом.

### Політична філософія
Одним з головних здобутків Суареса є його розробка теорії держави, виходячи з співвідношення між світською та церковною владою. Він обґрунтовує примат влади Папи над владою світського правителя, а саме короля. Оскільки всі люди рівні, то влада належить спільноті людей, якою є церква. Людина має соціальну природу, дану Богом, що включає здатність створювати закони. При формуванні суспільства люди передають цю владу правителеві. Таким чином король є лише світським правителем, чиї обов'язки обмежуються досягненням блага для своїх підданих. Якщо він погано виконує свої обв'язки то, на думку Суареса, його можна позбавити трону, за це деякі історики визнають його тираномахом. Однак церква дбає про духовні інтереси людей і спасіння людей, а отже є важливішою для індивіда і тому вона має перевагу над державою.
Оригінальною в цій концепції є також проблема панування. Воно не базується, як це було прийнято раніше, на первородному гріху, а проявляє себе в суспільному, а не природному стані. Держава є пізнішим утворенням ніж людське суспільство, тому народ не має таких зобов'язань перед світським правителем як перед духовним.
Однак ця концепція хоча і схожа на сучасну демократію, однак зовсім не є такою, оскільки включає в себе такий компонент як сакральну владу Папи. Позиціонування сакрального та секулярного також проявляється у концепції природного і міжнародного права, яке базується на традиціях. Природне право за основу бере частково в людській природі, а частково у вічному, божественному законі. Тобто норми такого права носять ідеальний характер. Закон, якому підкоряються люди є древнішим за самих людей, народ — лише носій, а не творець державного порядку і управління. Тому свобода і суверенітет народу, згідно з Суаресом, ніколи не бувають абсолютними, а лише відносними. Першим джерелом природного закону є Бог.
Міжнародне право — це радше те, що ми маємо над увазі під суспільним правом тобто традиції, звичаї. Суарес підкреслював значення вольового елемента у встановленні такого закону. Порушення цих законів — злочин, порушення ж природних законів гріх. Однак природні закони обмежуються тільки найзагальнішими положеннями, а саме: прагненнями людини до блага, неприйняттям зла і т. д. Тому суспільний закон не витікає з природного з необхідністю, а є результатом діяльності законодавця.
Хоча ця концепція і є проривом у вільний дух Нового Часу, однак Суарес не приймає остаточного індивідуалізму. Народ — це певна містичне і метафізична є єдність, тіло. Людина, держава і право пов'язані на рівні метафізики.

## Особливості філософії
Філософська система Франсіско Суреса є результатом багаторічного розвитку філософії, тому їй характерний певний бароковий еклектизм. Суарес є глибоко освіченою особистістю, список авторів на яких він спирається вражає. Однак, на відміну від багатьох ренесансних філософів, він створює філософську систему оригінальну як за стилем мислення так і за положеннями викладеними в ній. Своєю системою він відкриває двері зі схоластики у Новий Час. Франсіско створює систему умоглядних конструктів, що є фактично саморефлексією схоластичної думки і робить актуальним питання про співвідношення досвідного і ідеального сприйняття в питанні їх впливу на умоглядні концепти.
Проблема Суареса полягала в його теорії сингуляризму, який фактично підривав схоластичну систему, з якої логічно витікав. Він знімав відділення сутності й існування, потенції й акту, змінював поняття матерії, ставив під питання доведення існування Бога. Однак сингуляризм був важливим метафізичним кроком, який і дозволив перевести метафізичні дискусії для сфери розуму і зіграв важливу роль в утворення систем таких філософів як Френсіс Бекон, Рене Декарт, Джон Локк і навіть Геґель.
Він створив епістемологічно замкнену систему, яка не давала остаточної відповіді на запитання на якому саме етапі осягнення дійсності з'являються загальні поняття чи унівокація, лишаючи це в сфері містичної таємниці, яка відповідала бароковому світогляду тої доби. Крім того його розрив матеріальної та ідеальної дійсності хоча і є проблемою, однак естетично створює підґрунтя для новочасних систем в яких проблема перервності та безконечності простору у Арістотеля та Демокрита переосмислюються і відходять на задній план.
Не можна недооцінювати політико-правову концепцію Суареса, адже вона показує нам особистість, яка попри волю від підкорення феодалу все ще залишається вірна церкві як авторитету. Видозмінивши таким чином католицьку доктрину, Суарес спричинив падіння авторитету католицької церкви уже через століття.